# Заводь (Нижегородская область)
За́водь — деревня в Краснобаковском районе Нижегородской области. Входит в состав Чащихинского сельсовета.

## География
Деревня находится на берегу реки Уста. Абсолютная высота — 84 м над уровнем моря.

### Часовой пояс
Деревня Заводь, как и вся Нижегородская область, находится в часовой зоне МСК (московское время). Смещение применяемого времени относительно UTC составляет +3:00.

## Население
| 2002 | 2010 |
| ---- | ---- |
| 55   | ↘41  |